# 北限のサル

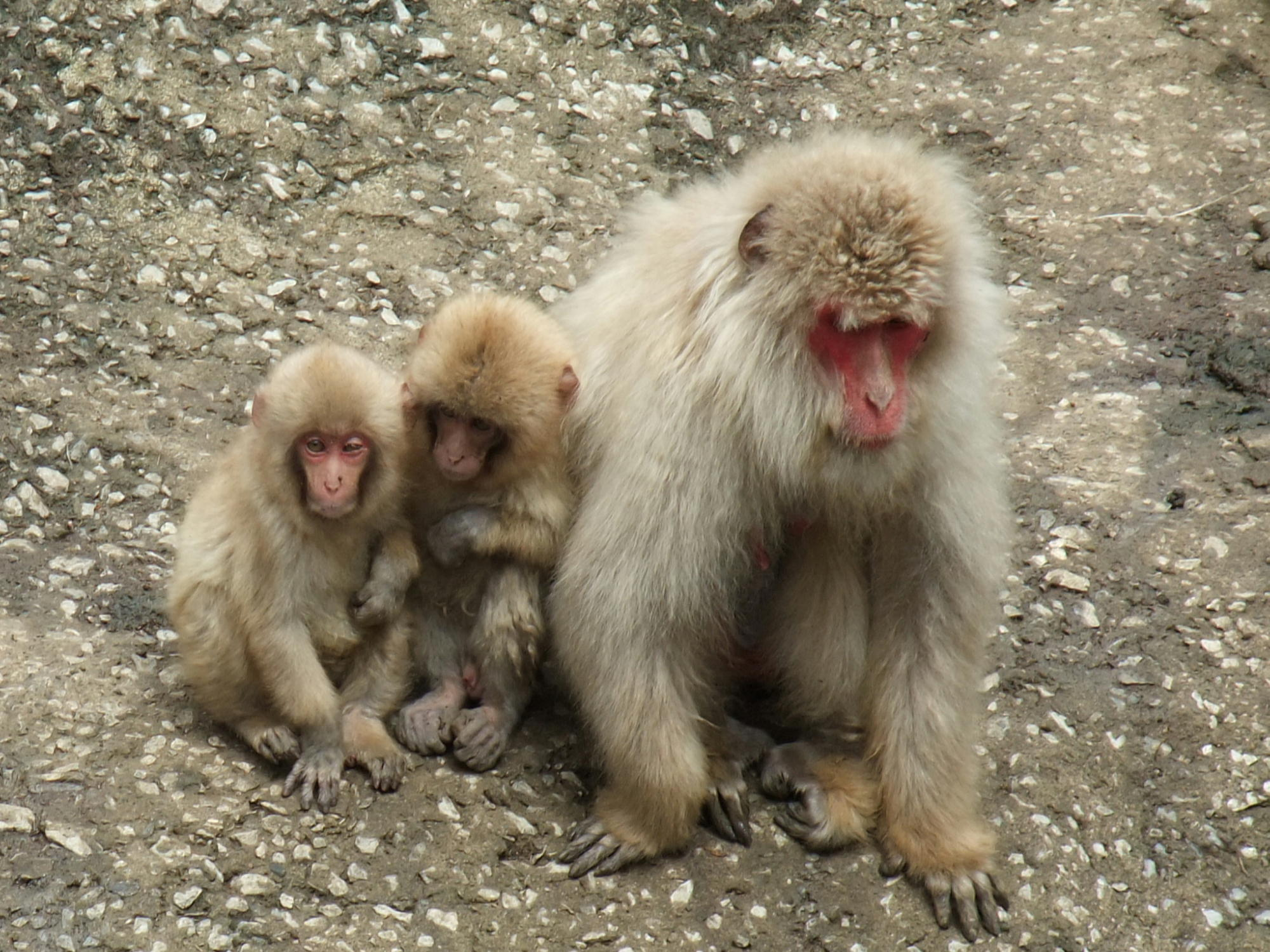
むつ市・脇野沢地区のサル（2011年5月）

北限のサル（ほくげんのサル）は、青森県の下北半島に生息するニホンザル（ホンドザル）である。ヒト以外の霊長類では、世界で最も北に生息していることからこのように呼ばれている。この北限のサルは国の天然記念物に指定されている（下北半島のサルおよびサル生息北限地）。

## 特色
北限のサルは、下北半島の頭部に分布するニホンザルである。かつては下北半島の北西部と南西部の2ヵ所に分布域があり、それぞれ別の個体群として生息していたが、現在では連続的な分布となり1つの個体群となっている。
この地域のニホンザルは、海岸を採食場にすることで知られている。海岸に出て、岩に張り付いているヨメガカサ等のカサガイ類を剥がして食べるほか、ホンダワラやアマノリなど海藻類を食べる。また、漂着するダイコン、キャベツを拾って喰うことも観察されている。他地域でも海岸に出る例は知られているが、これほど海産物を食べる例は他にはないようである。森林の食物だけに頼っていては生き延びられないためであろう。脇野沢の猿の住む海辺公園では、冬季は杉の葉をエサとして与えている。なお、九艘泊（むつ市脇野沢）から仏ヶ浦（佐井村長後）にかけての区間は、自動車道路が海岸沿いを通っておらず、ニホンザルの生息地の林地が直接海岸に接している。
ニホンザルが北海道側に上陸出来ない理由として、以下の点が考えられている。
- 遊泳能力がなく、津軽海峡を横断出来ない。
- 人間や自動車が乗る青函連絡船やフェリーに紛れるなどした場合、出航時に貨物以外の物が積載されていないか厳しく点検されるため上陸出来ない。
- 北海道側に上陸出来たとしても、冬季に温暖な道南の渡島半島や伊達市など生息可能な地域は限られる。

## 歴史
1960年（昭和35年）秋、旧下北郡脇野沢村（現むつ市）の陸奥湾・平舘海峡に面した小さな漁村・九艘泊（くそうどまり）の集落に、ニホンザルの群れが登場し、下北半島にニホンザルが生息していることが広く知られるようになった（南西部の個体群）。その直後より、住民とニホンザル群の微妙な関係がはじまっている。畑荒らしなどを理由としてニホンザルを駆除・退治しようとする者も出た一方、餌付けを行って共存する道を模索した者もいた。1960年代の調査によると、生息域は下北半島南西部の旧脇野沢村の海岸域および下北半島北西部の大間町・佐井村・風間浦村の山間域で、6-7群、150-200頭程度であったとされる。
1970年（昭和45年）11月11日に、下北半島のサルとその生息域が、国の天然記念物として指定される。これに伴い、九艘泊の北方・貝崎に餌付け場が作られ、観光資源化も模索された。この当時のニホンザルの個体数は北西部個体群で3群100-135個体、南西部個体群で4群103頭である。
しかし、出現するサルの数は年を追って増加した（これは、把握されていたサルが繁殖したことによる増加とは限らず、新たな群れが山から下りてきて合流したものも含まれていると考えられている）。増加の理由は、森林伐採や人工造林による林地の（サルにとっての）生息環境の悪化、餌付けや農作物荒らしなどによる食生活の改善、暖冬による死亡率（特に幼獣死亡率）の低下、天然記念物としての保護、など複合的なものと考えられている。特に森林伐採は深刻であり、1980年代中期には全森林面積の80％に人の手が加わり主として杉の単純林化がはかられていることから、サルの食料を供給する広葉樹林が激減したことの影響は大きかった。
1982年（昭和57年）には、大規模な捕獲作戦が行われ、当時脇の沢村域で把握されていたニホンザルのうち3分の2程度にあたる82頭が捕獲された。その群れは、野猿公園に収容され、飼育・展示されている。その後も、被害抑制と保護との間で幾多のせめぎあいが続いている。
1984年（昭和59年）11月1日に、下北半島の西部の4,946 haの地域が国指定（当時国設）下北西部鳥獣保護区（希少鳥獣生息地）に指定される。これには下北半島のニホンザルを保護する目的もある。その後1988年（昭和63年）での個体数は、北西部個体群で8群約250頭、南西部個体群で5-6群約100頭である。
1991年（平成3年）、環境省（当時環境庁）のレッドデータブックにて「下北半島のニホンザル個体群」が（絶滅のおそれのある）地域個体群に評価される。1998年（平成10年）の改訂版レッドデータブックでも名称を「下北半島のホンドザル」と変更したうえで絶滅のおそれのある地域個体群に評価されている。なお、1996年（平成8年）での個体数は北西部個体群で8-10群約400頭、南西部個体群で6群180頭である。
2001年（平成13年）時点で把握されているニホンザルは、22-23群、1000頭前後となっている。また、ニホンザルが出現するエリアも、むつ市以西の下北半島全域に拡大しつつある。ただしこれも、既知の個体群が移動しているとは限らず、山から下りてくる群れが続出しているという可能性もある。
2007年（平成19年）8月3日に、環境省は最新のレッドリストを公表したが、下北半島のニホンザルは個体数の増加を理由にランク外とされた。

## サルによる食害
北限のサルが多く生息するむつ市脇野沢では、サルが畑の食物を食い荒らすといった食害が頻発している。中には民家に侵入して食べ物を盗むサルも現れている。有害鳥獣として駆除しようにも天然記念物に指定されており、毎年の駆除数は決められているため、あまり実効はあがっていない。食害対策として、畑にネットや電気ネットを張るといったことが行われているが、網の整備が追いつかず破れ目から進入する、知恵を使ってうまく網を乗り越えてしまう、といったことから、解決には至っていない。
当初出現地の九艘泊などは海岸沿いの漁村であり農業は主産業ではなかったが、その後内陸部の農業地帯での人間との遭遇が増えたことから、より事態は深刻になっている。

## 観光
むつ市脇野沢地区の畑地付近に行くと必ずと言っていいほど猿に遭遇するが、猿をもっと近くで見たいという人には「猿山公苑」がある。（むつ市脇野沢野猿公苑）
野性のサルに遭遇した場合、食べ物を持っているとサルが判断したら襲い掛かってくることなどはごく普通にあり、また群れの外縁にいる防衛隊の若いサルなどは過剰な防衛的攻撃をする場合もあるため、不用意に近づくのは危険である（ひっかかれたり噛み付かれたりすることは珍しくない）。

## 保護上の位置付け
- 天然記念物 - 1970年（昭和45年）11月11日に「下北半島のサルおよびサル生息北限地」として指定。

農作物への食害により有害鳥獣に指定されたことのほか、もともとの生息環境である自然林（ヒバ・ブナ林）が人工林となり生息環境の悪化、外来種であるタイワンザルとの交雑などにより個体数の減少が懸念されていたが、2007年現在では個体数は増加している。